# Chai Nat
Chai Nat (tajski: ชัยนาท) – miasto w Tajlandii, stolica prowincji Chainat. W 2006 liczyło 14 469 mieszkańców.